# Ray Smith (Sänger, 1918)
Ray Smith (* 25. Juni 1918 in Glendale, Kalifornien; † 4. Dezember 1979) war ein US-amerikanischer Country-Sänger und -Musiker.

## Leben
Ray Smith wuchs in Glendale, Kalifornien auf. Mit acht Jahren begann er Gitarre zu spielen. Er interessierte sich schon früh für Musik, vor allem für die Hillbilly-Musik, die gerade ihren Aufstieg erlebte. Doch sein Vater versuchte ihn zu einem Jura-Studium zu drängen. Smith wurde, gegen den Willen seines Vaters, Mitglied in einer Rodeoshow, die durch die USA reiste. Bald kam er nach New York City, wo er einen Job bei dem Radiosender WMCA bekam.
Mit zwei Freunden trat er abends in Bars und Lokalen auf. Bei einem dieser Auftritte bekam er die Gelegenheit, einem Angestellten der Columbia Records vorzuspielen. Schon bald nahm das Label Smith unter Vertrag. Neben vielen Auftritten im Staat New York veröffentlichte er zahlreiche Platten, darunter sein bekanntestes Stück Daddy’s Little Girl. Anfang der 1950er Jahre bekam er bei dem Radiosender WCOP in Boston eine eigene Radiosendung. Zudem bestritt er regelmäßig Auftritte in dem WCOP Hayloft Jamboree, einer Country-Show, die live im Radio übertragen wurde. Später veröffentlichte er Platten bei den London Records und den Coral Records und trat in dem landesweit ausgestrahlten Fernsehsender Dumont Television auf. Doch als der Rockabilly und der Rock ’n’ Roll Einzug in den Musikmarkt hielten und die Country-Musik buchstäblich über Nacht ihre ganze Popularität verlor, begann auch Smith an Beliebtheit zu verlieren. Lediglich im Hayloft Jamboree trat er noch auf, bis auch diese Sendung eingestellt wurde. Danach zog er sich aus dem Musikgeschäft zurück.
Ray Smith verstarb am 4. Dezember 1979 im Alter von 61 Jahren.